# Бондареве (Старобільський район)
Бо́ндареве — село в Україні, у Чмирівській сільській громаді Старобільського району Луганської області. Населення становить 425 осіб.
Село постраждало внаслідок Голодомору, вчиненого урядом СРСР у 1932—1933 роках, кількість встановлених жертв — не менше 6 людей.

## Населення
За даними перепису населення 2001 року, у селі мешкало 425 особи. Мовний склад населення села був таким:
| Мова       | Число ос. | Відсоток |
| ---------- | --------- | -------- |
| українська | 412       | 96,94    |
| російська  | 13        | 3,06     |

## Відомі особистості
В поселенні народився:
- Ковальова Олександра Прокопівна (* 1948) — країнська поетеса та перекладачка.

## Також
- Перелік населених пунктів, що постраждали від Голодомору 1932-1933, Луганська область